# Aleiodes muirii
Aleiodes muirii är en stekelart som först beskrevs av David Timmins Fullaway 1919. 
Aleiodes muirii ingår i släktet Aleiodes och familjen bracksteklar. Inga underarter finns listade i Catalogue of Life.